# Breithorn (Lauterbrunnen)
Breithorn – szczyt w Alpach Berneńskich, części Alp Zachodnich. Leży w Szwajcarii w kantonach Valais i Berno. Należy do głównego łańcucha Alp Berneńskich. Można go zdobyć ze schroniska Mutthornhütte (2898 m).
Pierwszego odnotowanego wejścia dokonał Edmund von Fellenberg z przewodnikami 31 lipca 1865 r.